# Kloster Solan

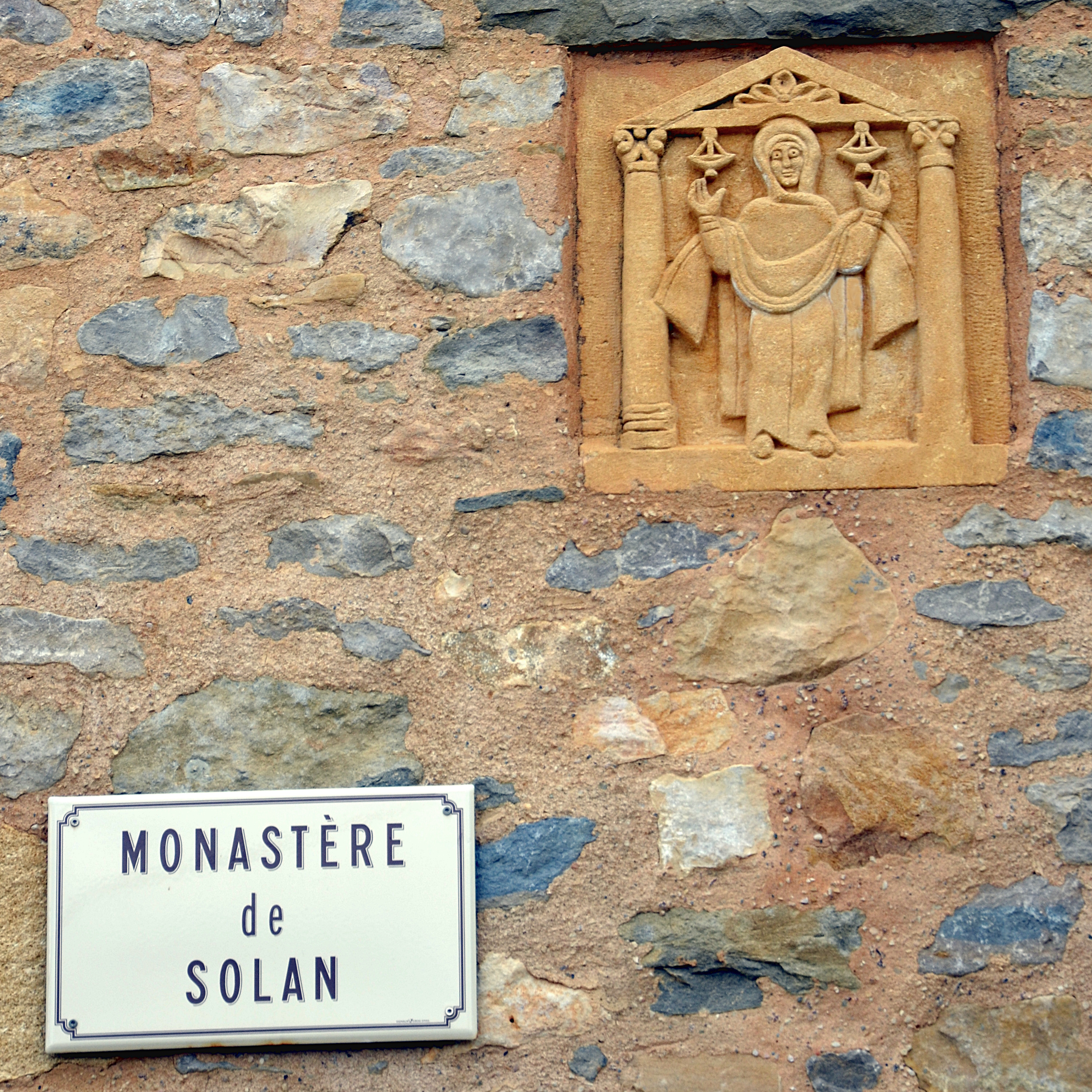
Kloster Solan

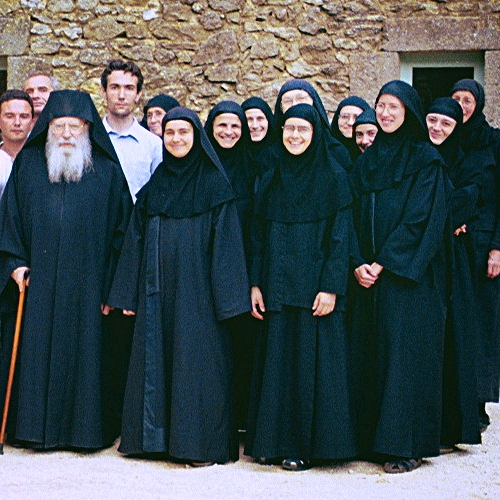
Placide Deseille mit den Schwestern von Solan

Das Kloster des Schutzes der Gottesmutter (französisch Monastère de la Protection de la Mère de Dieu) ist ein orthodoxes Nonnenkloster in Südfrankreich. Es betreibt biologische Landwirtschaft und Weinanbau.

## Lage
Das Kloster befindet sich auf dem Gut Solan nahe dem Ort La Bastide d'Engras im Département Gard am östlichen Ausläufer der Cevennen.

## Geistliches Leben
Zum Kloster gehören derzeit 14 Nonnen, die Igumena ist Mutter Hypandia. Vater Placide Deseille hält regelmäßig Gottesdienst und betreut die Schwestern geistlich.
Das Kloster ist ein Tochterkloster des Klosters Simonos Petras auf dem Athos in Griechenland. Es gehört zur französischen Diözese des Ökumenischen Patriarchats von Konstantinopel.
Die Liturgie wird im byzantinischen Ritus in französischer Sprache gehalten.
Im Kloster gibt es die Möglichkeit der Besinnung und der geistlichen Begleitung für Gäste.

## Wirtschaft
Das Kloster betreibt Wein- und Obstanbau auf 60 Hektar Fläche. Es stellt verschiedene Weine, Konfitüren und andere biologische Produkte her und vertreibt sie.

## Geschichte
1985 erwarb Bruder Placide Deseille aus dem orthodoxe Kloster des heiligen Antonius des Großen in Laval ein Haus in der Nähe und gründete das Kloster des Schutzes der Gottesmutter für fünf Nonnen.
1991 gelang es endlich, für die inzwischen acht Nonnen und eine Novizin ein ehemaliges Kirchengut am heutigen Standort zu erwerben.
Die Schwestern entschieden sich, biologische Landwirtschaft zu betreiben.
Es wurde ein großes Gebäude zur Lagerung des Weines in moderner Industriearchitektur errichtet und der Hof ausgebaut. Das Kloster wurde von einem Unterstützerkreis Freunde von Solan unterstützt. Dieser hat inzwischen 250 Mitglieder.